# Petter Alfredsson
Petter Andreas Glenn Alfredsson, född 6 september 1998 i Kungsbacka, är en svensk låtskrivare och musikproducent. 
Alfredsson har tillsammans med kollegan William Forsling skrivit och producerat låtar till artister som Victor Leksell, Newkid, Tjuvjakt och Molly Sandén. Sedan år 2021 släpper duon även egen musik tillsammans, detta under namnet Lilla London (även 2AM).